# Аптечна професійна асоціація України
Аптечна професійна асоціація України (АПАУ) — професійне об'єднання фармацевтів і провізорів, а також об'єднання аптек і аптечних мереж України.
5 березня 2024 року до виконання обов’язків Директора ГС "АПАУ" приступила Суворова Ірина Миколаївна — кандидат біологічних наук, провізор вищої категорії, магістр державного управління, Заслужений працівник фармації України.4
З 2015 по лютий 2024 року посаду директора ГС "АПАУ" обіймав Володимир Васильович Руденко — доктор фармацевтичних наук, заслужений працівник охорони здоров'я України, провізор вищої категорії.

## Об'єднання аптек і аптечних мереж
Громадська спілка «Аптечна професійна асоціація України» (ГС «АПАУ») — створене у 2015 об'єднання юридичних осіб фармацевтичного ринку України.
Станом на лютий 2017 — найбільше об'єднання аптек і аптечних мереж України.
18 березня 2015 головою Правління ГС «АПАУ» обраний Ігор Альфредович Червоненко — засновник ТОВ «Фармастор» (мережа «Аптека Доброго Дня»).

## Об'єднання фармацевтів і провізорів
Всеукраїнська громадська організація «Аптечна професійна асоціація України» (ВГО «АПАУ») — створене у 2007 році об'єднання провізорів і фармацевтів.
Організація:
- представляє інтереси своїх членів у сфері системи охорони здоров'я;
- веде просвітню та освітню діяльність для членів організації щодо наукових розробок з питань теорії і практики в галузі фармації та суміжних дисциплін,
- визначає та рекомендує бази для проходження інтернатури молодих фахівців;
- бере участь у роботі органів ліцензування, атестаційних комісій;
- поширює професійні знання та сприяє обміну досвіду серед учасників;
- сприяє розвитку фармацевтичної галузі України;
- сприяє дотриманню інтересів членів Асоціації;

26 травня 2016 головою Правління ВГО «АПАУ» обраний Петро Володимирович Чепель — кандидат фармацевтичних наук, провізор, генеральний директор Групи компаній «МедФармХолдінг».